# Поспелиха (Московская область)
Поспелиха — деревня в Чеховском районе Московской области, в составе муниципального образования сельское поселение Любучанское (до 29 ноября 2006 года входила в состав Любучанского сельского округа).

## Население
| 2002 | 2006 | 2010 |
| ---- | ---- | ---- |
| 2    | ↘0   | ↗4   |

## География
Поспелиха расположена примерно в 22 км (по шоссе) на северо-восток от Чехова, на безымянной реке бассейна реки Рожайка (правый приток реки Пахры), высота центра деревни над уровнем моря — 176 м.